# Karpėnai (stacja kolejowa)
Karpėnai (ros. Карпенай) – towarowa stacja kolejowa w miejscowości Nowe Okmiany, w okręgu szawelskim, w rejonie okmiańskim, na Litwie. Obsługuje m.in. pobliską cementownię.